# Danilo Nikolić (cestista)
Danilo Nikolić (in montenegrino Дaнилo Hикoлић; Podgorica, 8 aprile 1993) è un cestista montenegrino.

## Palmarès
- Campionato montenegrino: 4

Budućnost: 2011-12, 2012-13, 2018-19, 2020-21
- Coppa del Montenegro: 7

Budućnost: 2011, 2012, 2018, 2019, 2020, 2021, 2022
- Coppa di Serbia: 1

Mega Leks Belgrado: 2016
- Lega Adriatica: 1

Budućnost: 2017-18